# 格羅馬德西克 (利京區)
49°22′53″N 27°57′0″E / 49.38139°N 27.95000°E
格羅馬德西克（烏克蘭語：Громадське），是烏克蘭的村落，位於該國西南部文尼察州，由文尼察區負責管轄，始建於1950年，面積0.08平方公里，海拔高度304米，人口400，人口密度每平方公里4,998.1人。